# Liniowo
Liniowo – osiedle typu miejskiego w Rosji, w obwodzie nowosybirskikm 79 km na południe od Nowosybirska. Przez Liniowo przechodzi linia kolejowa Nowosybirsk-Barnauł. W 2010 liczyło 22 504 mieszkańców.